# رنی کولیار
رنی کولیار (انگلیسی: Renée Colliard؛ زادهٔ ۲۴ دسامبر ۱۹۳۳) اسکی‌باز آلپاین اهل سوئیس بود.